# فدراسیون دو و میدانی اتیوپی
فدراسیون دو و میدانی اتیوپی (انگلیسی: Ethiopian Athletics Federation) سازمان اداره کننده ورزش دو و میدانی در کشور اتیوپی است.
این فدراسیون که در سال ۱۹۶۱ تأسیس شده مقر آن در شهر آدیس آبابا قرار دارد. 